# Plourin-lès-Morlaix
Plourin-lès-Morlaix település Franciaországban, Finistère megyében. Lakosainak száma 4529 fő (2022. január 1.). Plourin-lès-Morlaix Le Cloître-Saint-Thégonnec, Morlaix, Pleyber-Christ, Plougonven és Saint-Martin-des-Champs községekkel határos.

## Népesség
A település népességének változása:
| Lakosok száma | 2348 | 4311 | 4176 | 4514 | 4323 | 4368 | 4457 | 4517 | 4510 | 4529 |
|               | 1968 | 1982 | 1990 | 2006 | 2013 | 2015 | 2017 | 2019 | 2020 | 2022 |